# Алексеев, Игорь Серафимович
Игорь Серафи́мович Алексе́ев (1935—1988) ― советский философ, историк науки, доктор философских наук, профессор. Известен как специалист по историко-методологическим проблемам физики XX века.

## Биография
Родился 16 мая 1935 года в городе Первомайске Горьковской области.
В 1959 году окончил физический факультет Московского университета по специальности «Теоретическая ядерная физика», сразу после этого остался здесь учиться в аспирантуре кафедры диалектического материализма естественных факультетов. С 1961 по 1962 год был ассистентом на кафедре диалектического и исторического материализма естественных факультетов МГУ.
В 1962 году переехал в Новосибирск, где начал работать на кафедре философии Новосибирского университета. Из воспоминаний жены, физика М.П. Гавриленко: 

В 1962 г. в МГУ приехал Будкер агитировать студентов в Институт ядерной физики СО АН. Поскольку у мужа возникли проблемы после выступления [на дискуссии в Политехническом музее], решили ехать.

В 1964 году защитил в Институте философии АН СССР кандидатскую диссертацию по теме «Категория структуры и развитие представлений о строении атома».
В 1968 году подписал «письмо сорока шести» против нарушения законности на судебном процессе над правозащитниками в Москве в 1968 году, известном как «дело четырёх».
С 1970 по 1971 год работает в Институте истории, филологии и философии СО АН СССР. В 1971 году вернулся в Москву, где работал в Институте философии, затем в Институт истории естествознания и техники имени С. И. Вавилова. В 1972—1982 годах также преподавал на кафедре философии МФТИ, где читал курс лекций по диалектическому материализму и курс по философским проблемам физики.
В 1977 году защитил докторскую диссертацию по теме «Концепция дополнительности. Историко-методологический анализ». В 1981 году избран профессором.
Умер 23 апреля 1988 года в Москве. Похоронен в городе Балашихе Московской области на Николо-Архангельском кладбище (участок 1/10).

## Научная деятельность
Разработал концепцию физического познания и физической реальности, где под реальностью понимал не только природу (объекты-вещи), но и человеческую практическую деятельность. Например, работа физика-экспериментатора объективно реальны и должны быть включены в картину физической реальности.

## Сочинения
- Развитие представлений о структуре атома. Философский очерк. Новосибирск, 1968; Единство физической картины мира как методологический принцип. — В кн.: Методологические принципы физики. М., 1975;
- Принцип дополнительности. — Там же;
- Принцип наблюдаемости (в соавторстве). — Там же;
- Взаимосвязь методологических принципов физики. — Там же;
- Концепция дополнительности: историко-методологический анализ. М., 1978;
- Методология обоснования квантовой теории: история и современность (в соавт.). М., 1984;
- Деятельностная концепция познания и реальности. Избранные труды по методологии и истории физики. М., 1995 (с библиографией трудов и воспоминания о нем).